# Didemnum yolky
Didemnum yolky is een zakpijpensoort uit de familie van de Didemnidae. De wetenschappelijke naam van de soort werd in 1997 voor het eerst geldig gepubliceerd door het echtpaar Claude en Françoise Monniot.